# Руа-Волунтариуш-да-Патриа (Сан-Паулу)
Руа-Волунтариуш-да-Патриа (порт. Rua Voluntários da Pátria — «улица Добровольцев Отчизны») — улица в районах Сантана (большая часть) и Мандаки в Сан-Паулу, столице штата Сан-Паулу в Бразилии.
До второй половины XIX века улицу называли Эстрада-ди-Браганса — «дорогой на Брагансу», или Руа-ду-Атеррадо-де-Сантана, по находившемуся на ней приходу Святой Анны. Современное название было присвоено улице в 1889 году и является данью уважения Добровольцам Отчизны, бразильским солдатам, сражавшимся в войне Тройственного альянса, многие из которых были принудительно завербованы в «волонтёры» агентами имперского правительства. 
Улица начинается от магистрали Маржинал-Тьете и пересекается с важными дорогами в районе Сантана: Авенида-Женерал-Аталиба-Леонел, Авенида-Брас-Леми, Руа-Консельейру-Морейра-ди-Баррос, и заканчивается в районе Мандаки в самом начале двух проспектов — Авенида-Зумкеллер и Авенида-Санта-Инес.
Достопримечательности: Публичный архив штата Сан-Паулу, Больница Мандаки, Мультимедийный торговый центр, Музей стоматологии, Дворец Баруэл, Университет Святой Анны.
Руа-Волунтариуш-да-Патриа — одна из самых важных, оживленных и известных торговых улиц на севере Сан-Паулу. Наибольшая концентрация коммерческих заведений приходится на участок Сентру-ди-Сантана. На всём протяжении почти пятикилометровой улицы расположены 600 магазинов и супермаркетов, торговый центр Галерея-Сантана, отделения банков, несколько школ и колледжей, пять больниц и несколько торговых и жилых зданий.
Нижняя часть улицы, недалеко от станции метро Сантана, слегка деградировала, в основном из-за наличия мест для занятия проституцией в ночное время суток, многочисленных граффити и скитающихся здесь бездомных.
Верхнюю часть улицы в районе больницы Мандаки, проходящую через элитный микрорайон Альто-ди-Сантана, занимает жилая застройка со зданиями для представителей среднего, высокого среднего и высокого классов общества.